# Das gläserne Netz
Das gläserne Netz (Originaltitel: The Glass Web) ist ein im 3D-Verfahren gefilmter US-amerikanischer Film aus dem Jahr 1953 von Jack Arnold. Der Film basiert auf dem 1952 erschienenen Roman Spin the Glass Web von Max Ehrlich.

## Handlung
Der junge Drehbuchautor Don Newell adaptiert erfolgreich aktuelle reale Verbrechen für die Live-Sendung Verbrechen der Woche und hat eine Affäre mit der Schauspielerin Paula.
Dons Vorgesetzter Henry Hayes, kriminaltechnischer Berater der Sendung, versucht durch Rollenangebote und Geldgeschenke ebenfalls die Zuneigung Paulas zu erlangen. Diese weist ihn allerdings ständig zurück. Als Don seine Affäre mit Paula beenden will, droht die Schauspielerin seiner Frau von dem Verhältnis mit ihr zu berichten und erpresst ihn.
An dem Abend, an dem Don das Schweigegeld bezahlen will, kommt ihm Henry voraus, der Paula besucht, um ihr seine Liebe zu gestehen. Paula macht sich über Henry lustig und versucht, ihn aus der Wohnung zu werfen. Zur gleichen Zeit gelangt Don in das Wohnhaus und hört Paulas aufgebrachte Stimme durch die Tür. Als schließlich noch feiernde Nachbarn im Flur auftauchen, versteckt sich Don im Treppenhaus. Nachdem Ruhe eingetreten ist, betritt er die Wohnung und findet Paula ermordet vor. Don versucht, seine Hinterlassenschaften aus der Affäre verschwinden zu lassen. Beim Verlassen der Wohnung wird Don von zwei betrunkenen Damen aufgehalten, ebenso wird er beim Verlassen des Fahrstuhls gesehen. Als Don schließlich bemerkt, einen der Beweise verloren zu haben und zu Paulas Wohnung zurückeilt, ist es schon zu spät. Die Polizei ist bereits eingetroffen.
Die Polizei verhaftet zunächst den von Paula getrennt lebenden Ehemann. Henry wird als Verantwortlicher für die Sendung noch am Tatort über die Ermittlungen eingeweiht.
Henry überzeugt den Produzenten, die nächste Sendung über Paulas Fall zu veröffentlichen. Es wird Material über den Fall beschafft und Don beginnt mit dem Drehbuch. Henry bringt Don einige Unterlagen zur Sendung und gibt ihm zu erkennen, dass er Don für den Mörder hält. Er fordert von Don im Gegenzug für sein Schweigen, dass dieser den Sender nach der nächsten Folge Verbrechen der Woche verlassen soll. Bei der Sendung um Paulas Tod ist sogar die Polizei anwesend. Der Tatort ist bis ins kleinste Detail nachgebaut. Henry ist erstaunt über die originalgetreuen Dialoge der Schauspieler aus Dons Drehbuch, welche mit seinem und Paulas Dialog übereinstimmen und wird misstrauisch. 
Henry hat sich mit seiner Detailverliebtheit gegenüber Don allerdings verraten, indem er sogar die gleiche Schallplatte spielen lässt, die Paula an besagtem Tag aufgelegt hatte. Dadurch wird Newell bewusst, dass Henry der wahre Mörder ist. Diesem ist nun ebenfalls klar das Don ihn überführen kann und versucht, ihn zu töten. In weiser Voraussicht hat Don eine Kamera im Studio angeschaltet, sodass die immer noch anwesende Polizei Henrys Geständnis hört und den Mordversuch an Don verhindern kann, indem sie ihn erschießt.

## Kritik
Cinema betitelte den Film als „in 3-D gefilmtes, eindimensionales B-Movie“.
Filmdienst nannte den Film durchschnittlich und weitgehend langweilig, lobte aber die professionellen Schauspielerleistungen.

## Trivia
Obwohl The Glass Web ursprünglich in 3D veröffentlicht wurde, gibt es nur drei Spezialeffekte, die zudem nacheinander folgen.
Als Don verstört durch die Nacht zieht, bremst ein LKW und eine auf dem Dach aufliegende Leiter rutscht ins Publikum. Ein Zeitungsstapel wird ins Publikum geworfen und an einer Baustelle rutscht Bauschutt durch die Leinwand. 